# Naoki Mizunuma
Naoki Mizunuma (水沼 尚輝?, Mizunuma Naoki; 13 dicembre 1996) è un nuotatore giapponese, specializzato nello stile libero e nella farfalla.

## Biografia
Ha rappresentato il Giappone ai Giochi olimpici di Tokyo 2020, classificandosi decimo nei 100 metri farfalla e sesto nella staffetta 4x100 metri misti, in cui ha stabilito anche il primato asiatico nella specialità, con Ryōsuke Irie, Ryūya Mura e Katsumi Nakamura, grazie al tempo di 3'29"91 in finale.
Ai mondiali di Budapest 2022 ha vinto la medaglia d'argento nei 100 m farfalla, concludendo la gara alle spalle dell'ungherese Kristóf Milák.

## Palmarès
| Anno | Manifestazione  | Sede     | Evento              | Risultato | Prestazione | Note |
| ---- | --------------- | -------- | ------------------- | --------- | ----------- | ---- |
| 2019 | Mondiali        | Gwangju  | 50 m farfalla       | 21º (b)   | 23"74       |      |
| 2019 | Mondiali        | Gwangju  | 100 m farfalla      | 9º (sf)   | 51"71       |      |
| 2019 | Mondiali        | Gwangju  | 4x100 m misti       | 4º        | 3'30"35     |      |
| 2019 | Mondiali        | Gwangju  | 4x100 m misti mista | Batteria  | dq          |      |
| 2021 | Giochi olimpici | Tokyo    | 100 m farfalla      | 10º (sf)  | 51"46       |      |
| 2021 | Giochi olimpici | Tokyo    | 4x100 m misti       | 6º        | 3'29"91     |      |
| 2022 | Mondiali        | Budapest | 50 m farfalla       | 20º (b)   | 23"60       |      |
| 2022 | Mondiali        | Budapest | 100 m farfalla      | Argento   | 50"94       |      |
| 2022 | Mondiali        | Budapest | 4x100 m misti       | 9º        | 3'34"17     |      |
| 2022 | Mondiali        | Budapest | 4x100 m misti mista | 7º        | 3'45"28     |      |
| 2023 | Giochi asiatici | Hangzhou | 4x100m misti        | Bronzo    | 3'32"52     |      |